# Schüttnerkogel
Schüttnerkogel (2170 m n. m.) je hora v Rottenmannských Taurách na území rakouské spolkové země Štýrsko. Nachází se v bočním hřebeni, který vybíhá z hory Zinkenkogel (2233 m) směrem na jihovýchod. Na severozápadě sousedí s vrcholem Steinwandkogel (2132 m) a na jihovýchodě s vrcholem Bruderkogel (2299 m). Severnovýchodním směrem vybíhá z hory krátká boční rozsocha s vrcholem Kohlmeisriedel (1995 m). Severní svahy Schüttnerkogelu klesají do doliny Gamskar, východní do doliny Lackneralm a jihozápadní do údolí potoka Authalbach.

## Přístup
- po neznačené hřebenové cestě od vrcholu Steinwandkogel nebo od vrcholu Bruderkogel